# 344 aC
El 344 aC va ser un any del calendari romà prejulià. En aquell temps, era conegut com a any del consolat de Rútil i Torquat (o, més rarament, any 410 ab urbe condita o de la Fundació de Roma). L'ús del nom «344 aC» per referir-se a aquest any es remunta a l'alta edat mitjana, quan el sistema Anno Domini va ser el mètode de numeració dels anys més comú a Europa.

## Esdeveniments

### Antiga Grècia
- Demòstenes exposa la Segona Filípica, dirigida contra les falsedats de l'anomenada «Pau de Filòcrates», negociada amb Filip II de Macedònia l'any 346 aC.[1]

### Sicília
- Timoleont, enviat per Corint per resoldre les guerres a Siracusa, ha ocupat alguns barris de la ciutat que estava en possessió d'Hicetes, excepte l'illa d'Ortígia en mans de Dionisi el Jove, burlant la vigilància dels cartaginesos i empeny Hicetes a la zona perifèrica. Durant l'hivern hi ha negociacions a tres bandes, i l'èxit de Timoleont li garanteix el suport d'algunes ciutats de Sicília entre elles Catana on era tirà Mamerc.[2]
- Hannó, general cartaginès, marxa cap a Sicília amb una flota.[3]

### Antiga Roma
- Són elegits cònsols a Roma Gai Marci Rútil i Tit Manli Imperiós Torquat.[4]
- Publi Valeri Publícola és nomenat dictador amb la finalitat de celebrar uns Jocs a causa de l'aparició de certs prodigis.[5]

## Necrològiques
- Idrieu, sàtrapa de Cària, mor de malaltia aquest any o potser el 343 aC després d'uns set anys de govern. En el seu testament deixa la sobirania a la seva germana i esposa Ada.[6]